# 後菲舍峰

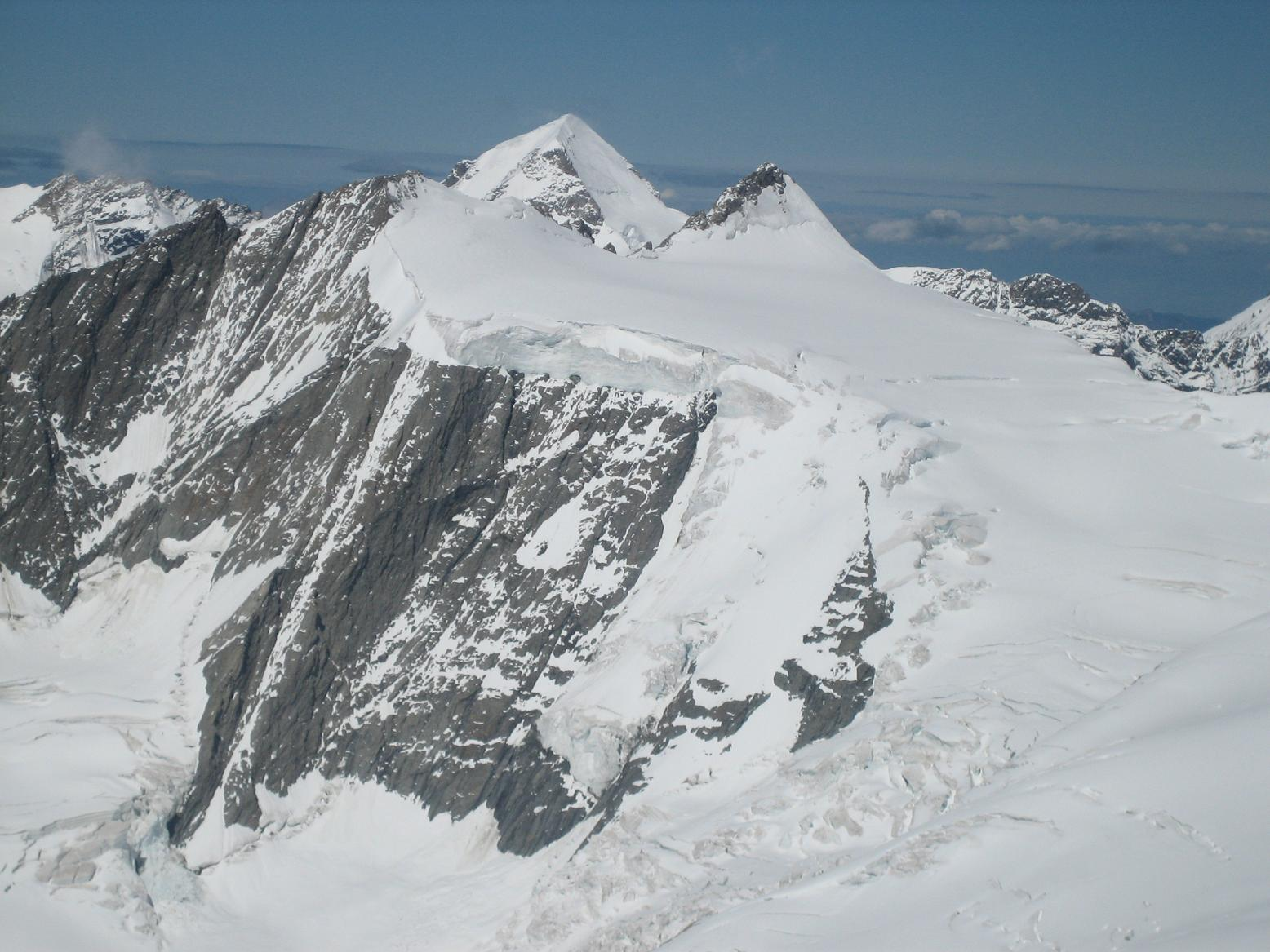

46°32′47″N 8°04′04″E / 46.54639°N 8.06778°E
後菲舍峰（德語：Hinteres Fiescherhorn），是瑞士的山峰，位於該國南部，由瓦萊州負責管轄，屬於伯尔尼山的一部分，海拔高度4,025米，人類在1885年7月28日首次登上該山峰。